# La noche oscura
La noche oscura és una pel·lícula espanyola de Carlos Saura de 1989 sobre sant Joan de la Creu, un sacerdot i místic catòlic, important autor durant la Contrareforma, en confinament solitari en el monestir carmelita de Toledo.

## Context històric
Joan de la Creu era membre de l'Orde dels Carmelites i un seguidor de les doctrines de santa Teresa de Jesús. Teresa de Jesús volia reformar l'Orde dels Carmelites per a emfatitzar la pobresa, l'austeritat i la clausura. També volia reimplantar en els Carmelites l'observació de la regla primitiva que el papa Eugeni IV va relaxar en 1432. La regla primitiva significava més temps d'oració, estudi i lectures devotes, i posava més enfocament a evangelitzar a la població. Els observadors no permetien menjar carn i havien de dejunar molt entre la festa de l'exaltació de la Santa Creu al setembre i Pasqua. Juntament amb sant Joan de la Creu, santa Teresa va fundar l'Orde dels Carmelites Descalços. El qualificatiu «descalços» venia del costum dels carmelites descalços de vestir-se d'una manera més austera i sense sabates.
Les reformes eren molt controvertides entre els carmelites en els anys 70 del segle xvi. Un grup de carmelites va capturar Joan el 2 de desembre de 1576 a la seva llar a Àvila i el van portar al monestir de Toledo, on el van mantenir empresonat nou mesos en una petita cel·la en condicions terribles amb poca llum, menjar i contacte amb l'exterior. Durant el seu temps en el monestir patia molt. La pel·lícula relata la història dels nou mesos que va passar en confinament solitari en el monestir, entre desembre de 1576 i juliol de 1577.
Joan de la Creu era un poeta espanyol famós, celebrat per les seves obres que inclouen Cántico espiritual i Noche oscura del alma. El títol de la pel·lícula ve d'un dels seus poemes. Les seves obres místiques pertanyen al desenvolupament de l'ànima i la relació entre l'ànima i Déu. Durant el seu temps en el monestir va memoritzar trenta-un versos de la seva obra Cántico espiritual. Molts anys després va acabar la seva obra. Va escriure totes les seves obres entre 1577 i la seva mort en 1591; llavors, el seu temps en el monestir influïa en totes les seves obres.
En 1726, el papa Benet XIII va canonitzar Joan. Sant Joan de la Creu és un dels trenta-sis doctors de l'Església.

## Aspectes tècnics
Carlos Saura va anar alhora el guionista i director de la pel·lícula, Andrés Vicente Gómez el productor i Juan Diego va interpretar el paper de sant Joan de la Creu. La pel·lícula va participar en el 39è Festival Internacional de Cinema de Berlín.

## Sinopsi
L'única vegada que es veuen imatges de la ciutat de Toledo és al principi de la pel·lícula. La primera escena de la pel·lícula és el viatge de Juan cap al monestir de Toledo com a presoner. S'observa una vista de la ciutat de Toledo en les primeres hores del matí des de les muntanyes. Joan porta una bena perquè no pugui saber on va.
Joan entra en el monestir i un frare li lleva la seva bena davant de tots els membres del convent a la sala capitular. L'obliguen a comparèixer davant els frares en el tribunal del monestir, però ell rebutja obeir. Els frares obliguen Joan a despullar-se davant de tots i a posar-se l'hàbit del monestir, però ell el rebutja. Llavors el confinen sol a la seva cel·la. Més tard el treuen de la seva habitació perquè l'assotin mentre la comunitat canta himnes religiosos. Després del seu primer assot, Joan comença a crear les seves obres de poesia religiosa. Recita els versos mentre demana a Déu la força per a sobreviure.
Es veu el flashback d'una escena quan la superiora d'un convent presenta Joan a les monges que hi viuen. Una de les monges el mira fixament, comportament que sorprèn Joan. En l'escena següent, Joan està resant a Déu a la seva habitació quan apareix la mateixa monja. Ella porta un vestit blanc i està il·luminada per la llum de la petita finestra. Ella comença despullar-se davant de Juan. Juan s'acosta a ella i la toca mentre l'envolta. Però després d'un moment, ell apareix molt incòmode i es va allunyant d'ella. Quan ell es dona la volta, ella havia desaparegut. Només queda el seu vestit blanc a terra.
Un dels frares del monestir llegeix la història de la monja, Justina, davant de tots els frares mentre ells mengen. Ella estava turmentada pel dimoni i acabava de ser denunciada a l'Església. En la mateixa escena, els sacerdots li expliquen a Juan que el papa vol acabar els Carmelites Descalços però Joan no renúncia a les seves conviccions.
Joan està dormint al seu llit quan un mà apareix al costat del seu cap. Apareixen més mans de tots costats del llit. Les mans esquincen la seva roba i esgarrapen el seu cos mentre ell crida. Apareix la imatge de Justina, la monja, però aquesta vegada ella porta un vestit blau fosc. Les mans desapareixen quan entra el frare que cuida Joan a l'habitació. Joan li diu que són els dimonis els qui volen temptar-lo. Li diu que ell havia lluitat contra el dimoni abans i Joan ofereix dir-li al carceller sobre la primera vegada que el dimoni va tractar de temptar-lo. Joan conta la història d'una dona del convent a qui moltes persones van anar a escoltar les seves històries, perquè semblaven dictades del dimoni. L'escena canvia a les seves memòries de la mateixa dona, Justina. Ella es retorça al sòl i diu que el dimoni la posseeix. Ella tira la creu de l'habitació. L'escena canvia una altra vegada a una altra memòria de Joan, quan va entrar a l'habitació de Justina i va veure a algú al llit de Justina mantenint relacions sexuals amb ella. Des dels llençols apareix el mateix Joan.
Prop del final de la pel·lícula, Joan interromp el sopar i la lectura de la Bíblia per dir que ell està orgullós de si mateix. Però quan el prior li demana que repeteixi el que acaba de dir, ell demana disculpes i diu que la seva interrupció va ser un moment de feblesa. Reafirma les seves creences sobre les seves reformes i diu que ells (els frares del monestir) estan equivocats sobre les seves creences tradicionals.
Al juny, Joan sent la veu de Justina i li diu que ell necessita sortir del monestir perquè té el treball més important per a fer al món exterior. Llavors, usa les seves tisores i un cabdell de fil per a mesurar la distància des de la finestra de la seva habitació fins al sòl. Esquinça la vora del seu hàbit per a crear una corda. Quan el carceller li permet usar els serveis, Joan trenca el pany de la seva porta. En la nit, s'escapa del monestir des de la finestra amb la seva corda. Aquí acaba la pel·lícula.

## Repartiment
- Juan Diego - Sant Joan de la Creu
- Fernando Guillén - Vailer
- Manuel de Blas - Prior
- Julie Delpy - Verge Maria[1]
- María Elena Flores - Superiora
- Francisco Casares: Germà José
- Fermí Reixach: Germà Gerónimo Tostado
- Abel Vitón: Germà Jacinto
- Adolfo Thous: Germà María

## Anàlisi de la pel·lícula

### Representació de l'església en la pel·lícula
La pel·lícula presenta una imatge molt dura de l'església i del monestir de Toledo. Des del principi, els sacerdots Carmelites tracten Joan en una manera cruel a pesar que ell també és un Carmelita. Els frares al monetari abusen de Juan. Vam veure les maneres físiques i mentals en què ells causen mal en Juan. En la primera escena en el monestir, els frares li criden i li diuen que ha d'obeir-los i renunciar als seus creixements. Els frares ni l'escolten ni pensen en les seves proposicions. És obvi que ells no s'asseguin tolerància per altres idees religioses; no els agraden amenaces a les seves pròpies pràctiques religioses.
Saura crea una imatge màquina dels sacerdots en l'escena quan ells estan assotant a Juan en una línia mentre cantant himnes religiosos. Un dels frares li demana disculpes a Juan i es diu “germà.” Saura ens presenta la paradoxa del conflicte que mostra la pel·lícula: els tensions són entre diferents grups del mateix ordre de catòlics. Saura relata la baralla entre els Carmelites a la baralla bíblica entre Caín i Abel al Gènesi. La baralla entre els germans és molt important pels cristians perquè denúncia les divisions i la falta d'amor en una família. L'acte de relatar les dues baralles és un acte que potser Saura fa per denunciar aquesta època en la història catòlica.
A més d'assotar Juan i tancar-lo en una habitació petita, els Carmelites tampoc li donen prou menjar. Només rep pa, aigua, i una mica de peix. El tracten com un animal. Quan menja, sembla que no hi havia menjat mai en la seva vida. El fet que Juan menja peix és important; el peix és un menjar simbòlic pel Cristianisme. El peix significa salvació perquè els peixos viuen a l'aigua i l'acte de baptisme (un acte sagrat que representa la salvació de l'ànima dels pecats) esdevé a l'aigua. Llavors, el peix representa a la pel·lícula la presència de Crist i que els pecats de Joan són perdonats.
Joan sembla molt malalt i trist; la seva salut empitjora a través de la pel·lícula. Durant la pel·lícula, és obvi que la salut mental de Joan empitjora mentre ell hi està en solitari. Podem veure en la seva cara i en el seu cos els efectes físics de l'abús que pateix. I en la manera en què parla a Déu i que mira d'altres persones amb molta tristesa i dolor, sabem que ell pateix molt. A pesar que Joan viu en condicions terribles, ell mai perd ni l'esperança ni la fe.
Però, Saura no representa tots els personatges en el convent en una manera tan dogmàtica i freda. Les interaccions entre Joan i el frare que el cuida canvien significativament durant la pel·lícula. Al principi de la pel·lícula, el carceller rebutja parlar amb Joan. La falta de contacte humà i de simpatia és molt trista. Ell està separat del món no sols perquè viu aïllat sinó també perquè ell no té cap connexió amb ningú. Però la situació canvia quan el carcelleri escolta les historia de Joan sobre Justina. Li interessen les seves interaccions amb ella i amb el dimoni perquè pot veure el sofriment i la lluita interior de Joan. Ell vol ajudar-lo. Saura representa una veritat sobre la humanitat: els connexions entre els éssers humans són basades en el compartiment d'experiències i la vulnerabilitat. Després d'aquesta interacció, el carceller té un interès fort en els poemes que Joan escriu i li pregunta sobre ells.

### Anàlisi de la filmació
Hi ha alguns moment quan Joan trenca la quarta paret amb l'audiència. La primera vegada ell està parlant amb Déu però els seus ulls estan enfocant la càmera. És un moment quan l'audiència està “confosa” amb Déu. Saura ens presenta el poder de les lectures i creixements de l'església que segueix Joan perquè ens connectem amb l'escena directament. Sempre continua parlant amb Déu. Ell comença a crear i recitar els seus poemes a la càmera. L'afecte d'aquests moments és que l'audiència sent el seu dolor. El contacte entre els ulls de l'audiència i Joan crea una connexió humana real - exactament el que li manca a Juan en el seu temps en el monestir de Toledo.
La música demostra el sofriment emocional que pateix Joan i criden l'atenció els contrastos importants en la pel·lícula. En la primera escena, el director usa música ominosa quan Joan és de viatge com a presoner cap al monestir per a presagiar el sofriment que passarà. La música canvia a l'escena quan apareix la monja a l'habitació de Joan. Aquesta música és d'òpera cantada per una dona. Emfatitza el contrast entre la feminitat apassionada i sexual i la vida estricta de les monges a l'església. La música en l'escena quan les mans ataquen Joan al seu llit serveix per a afegir suspens i el sentiment traumàtic i de sofriment.
La majoria de la pel·lícula és molt fosca perquè representa l'experiència de Joan a la seva habitació solitària sense llum. Només té una finestra petita i molt poc contacte amb el sol quan és de camí cap al menjador. La primera vegada que entre a l'habitació solitari, la llum només il·lumina el seu cap. La resta del seu cos i de l'habitació és fosc. Podem veure una mica de llum que il·lumini el seu llit. Sentim el vent fort fora de la seva habitació. Sembla com un lloc hostil i dur. Els parets del quart, la manta, i el seu coixí són bruts i de mala qualitat.
Per Joan, la foscor representa el dimoni i la llum representa Déu. Descriu la llum com una cosa molt bella. El seu temps a l'habitació representa la seva lluita contra el dimoni per a trobar una vida millora seguint Déu. Joan i el carceller visiten a un vell sacerdot qui està en llit de mort. En aquest escena, Juan relaciona la llum amb l'amant i llavors afirma el simbolisme del llum. Juan diu que perquè el vell sacerdot està prop a la mort, comença el viatge cap a la llum. Sembla que el vell sacerdot pot veure aquesta llum al principi de la seva conversa amb Joan, però just abans de la seva mort, el sacerdot diu que ell no pot veure res. Aquesta escena és un exemple concret de la lluita entre les idees dels dues bandes dels Carmelites.

### Producció
Carlos Saura va escriure i dirigir la pel·lícula que era interpretada per Juan Diego. La pel·lícula és una producció d'Andrés Vicente Gómez. El pressupost era 250 milions de pessetes. La majoria de la pel·lícula ha estat rodada a Madrid als estudis Roma però hi havia parts filmades al Monestir de Veruela, a Tarassona, i a Toledo. La música de la pel·lícula és de J.S. Bach i la fotografia de Teo Escamilla.

### Premis
La pel·lícula va participar en el Festival Internacional de Cinema de Berlín, però no va guanyar un premi. En els IV Premis Goya va rebre les següents nominacions:
| Categoria                     | Persona                        | Resultat  |
| ----------------------------- | ------------------------------ | --------- |
| Millor actor                  | Juan Diego                     | Candidat  |
| Millor actor secundari        | Fernando Guillén               | Candidat  |
| Millor direcció de fotografia | Teo Escamilla                  | Candidat  |
| Millor muntatge               | Pedro del Rey                  | Candidat  |
| Millor vestuari               | Ana Alvargonzález              | Candidata |
| Millor so                     | Gilles Ortion i Carlos Faruolo | Candidats |
| Millors efectes especials     | Reyes Abades                   | Candidata |